# Concerto pour piano de Jolivet
Pour un article plus général, voir Concerto pour piano.
Pour les articles homonymes, voir Concerto pour piano (homonymie).
Le Concerto pour piano et orchestre est une œuvre d'André Jolivet, composée en 1949–1950. La création a lieu le 19 juin 1951 au Festival de Strasbourg, avec Lucette Descaves au piano, sous la direction du compositeur.

## Présentation
En 1946, la Radiodiffusion française commande à Jolivet une œuvre inspirée par les traditions extra-européennes. Jolivet est motivé par cette pensée et écrit une œuvre dans laquelle se fondent des éléments mélodiques et rythmiques non européens. À l'état d'esquisses, le projet est nommé « Équatoriales », mais le compositeur y renonce ensuite.
Dans le Concerto, chaque mouvement est marqué par un timbre particulier : dans le premier mouvement des éléments centrafricains, extrême-orientaux dans le second, et on trouve des influences polynésiennes dans le troisième. Ces couleurs imprègnent le Concerto, mais sans « chercher les facilités des évocations exotiques ».
La première au festival de Strasbourg 1951, sous la direction du compositeur, avec Lucette Descaves au piano, lui apporte la notoriété. Grâce au soutien de Francis Poulenc, l'œuvre reçoit plus tard le Grand Prix musical de la ville de Paris 1951.

En 1958, la musique est utilisée pour un ballet, mis en scène à l'Opéra-comique par George Skibine, sans doute en raison de l'importance accordée au rythme : 

« Le Concerto pour piano semble voué tout en entier à la magie du rythme (d'où naquit un ballet de Skibine : Concerto, qui en dégage l'intention profonde) »

— Gisèle Brelet.

## Structure
L'œuvre est en trois mouvements :
1. Allegro deciso
2. Andante con moto
3. Allegro frenetico

L'orchestre comprend : 3 flûtes, un hautbois et un cor anglais, 2 clarinettes, 2 bassons et un saxophone alto, pour les pupitres des vents. Les cuivres comptent 2 cors en fa, 3 trompettes en ut, 2 trombones ténors et tuba. La percussion nécessite cinq exécutants, au-delà de la harpe et des timbales classiques. Le quintette à cordes est composé des premiers violons, seconds violons, altos, violoncelles et contrebasses.

## Réception
La création a lieu dans une atmosphère de scandale (cris et sifflets). Pourtant l'impact direct « sur l'auditeur est incontestable. […] À ce point de vue [c'est] l'œuvre la plus forte de Jolivet ». Ce qui choque alors, c'est la conception librement modale, inspiré des modèles extra-européens générant des dissonances, puis la violence rythmique.
La réaction du public n’empêche pas l'œuvre de faire ensuite le tour du monde, notamment lors de la création parisienne, au Châtelet, par les Concerts Colonne le 25 novembre 1951. L'œuvre est plébiscitée par le public parisien dès 1952.
Le Concerto pour piano est considéré comme un des sommets de l'œuvre de Jolivet. Par la suite, le compositeur semble retourner « à un néo-classicisme attiédi ».
Lors de la création, Pierre Boulez, alors âgé de vingt-cinq ans, lance une fameuse injure au compositeur : « joli navet ». Hilda, l'épouse de Jolivet, y répond par un coup de parapluie.

## Édition
- Heugel, 1953 (OCLC 493740189)

## Discographie
- Lucette Descaves, piano ; Orchestre du théâtre des Champs-Élysée, dir. Ernest Bour (1954, LP Ducretet Thomson LAG 1020 / EMI 5852382) (OCLC 84561413)
- Lucette Descaves, piano ; Orchestre Radio-Symphonique de Strasbourg, dir. Ernest Bour (Strasbourg, concert, 22 janvier 1968, INA / Solstice SOCD 81) (OCLC 659165116)
- Philippe Entremont, Orchestre de la Société des concerts du Conservatoire, dir. André Jolivet (CBS S 75660)[11] (OCLC 610628660) — Grand prix du disque de l'Académie Charles-Cros 1968
- Valeri Kastelski, piano ; Orchestre symphonique national de Lettonie, dir. Vassili Sinaïski (1981, 2CD Melodiya MELCD10 02215)[12] (OCLC 937060547)
- Pascal Gallet, piano ; Duisburger Philharmoniker, dir. Jonathan Darlington (2007, « Living concert series » SACD Acousence Records ACO-CD 20808)[4] (OCLC 918908548 et 743162874)